# Kopparbergslagen
Kopparbergslagen ist eine historische Industrieregion in der schwedischen Provinz Dalarnas län, die das Gebiet rund um den Berg Stora Kopparberget („Großer Kupferberg“) und die Stadt Falun umfasst. Die Region ist ein herausragendes Zeugnis der schwedischen Industriegeschichte und wurde im Jahr 2001 als Historische Industrielandschaft „Großer Kupferberg“ in Falun in die Liste des UNESCO-Weltkulturerbes aufgenommen.

## Geschichte
Die Anfänge des Bergbaus am Tiskasjöberg (heute Stora Kopparberget) reichen bis ins 9. Jahrhundert zurück. Über die Jahrhunderte entwickelte sich die Region zu einem Zentrum der Kupfergewinnung. Im 17. Jahrhundert war Kopparbergslagen das bedeutendste Industriegebiet Schwedens, und die Stadt Falun entstand in unmittelbarer Nähe des Bergwerks. Die Umgebung war geprägt von zahlreichen Anlagen zur Kupferproduktion, darunter Schmelzhütten, Arbeiterunterkünfte und Infrastruktur für den Erztransport.
Ab dem 18. Jahrhundert verlor der Bergbau an Bedeutung. Die Produktion wurde schrittweise reduziert, bis 1992 der letzte Sprengschuss („Schuss“) im Bergwerk erfolgte und die Grube endgültig geschlossen wurde.

## Bedeutung als Weltkulturerbe
Das Gebiet von Kopparbergslagen wurde aufgrund seiner einzigartigen industriellen Kulturlandschaft und der Rolle in der europäischen Wirtschaftsgeschichte von der UNESCO als Weltkulturerbe anerkannt. Die Region dokumentiert die Entwicklung des Bergbaus, der Metallurgie und der damit verbundenen gesellschaftlichen Veränderungen in Schweden.

## Beschreibung
Zu den erhaltenen Zeugnissen der industriellen Blütezeit zählen das Bergwerk von Falun, historische Gebäude, technische Anlagen sowie die Stadtstruktur von Falun. Die Landschaft ist geprägt von Halden, Gruben und Relikten der Kupferverarbeitung.